# 케이온!의 에피소드 목록
이 문서는 일본의 애니메이션 케이온!의 방영 목록에 대해 설명한다.

## 케이온! (2009)
| # | 제목                                             | TBS 방영일      | 영어판 방영일   |
| --- | ------------------------------------------------ | --------------- | --------------- |
| 01 | 〈폐부!〉(廃部! Haibu![*])                       | 2009년 4월 3일  | 2010년 3월 16일 |
| 히라사와 유이는 막 고등학교 생활을 시작했지만 부활동을 해야겠다는 생각이 없었다. 그 동안, 타이나카 리츠는 그녀의 친구 아키야마 미오를 경음부로 끌고 갔지만, 자신을 포함하여 적어도 부원 네 명이 없다면 페부될 것이라는 것을 알게 되었다. 리츠와 미오가 시작 부원으로서, 그들은 기꺼이 원래 합창부에 들려고 했던 코토부키 츠무기를 설득시켜 그들과 함께하게 된다. 네 번째 부원을 찾기 위해 세명 각각은 유이의 눈에 띠는 동아리에 포스터를 붙인다. "경음악(輕音樂)"을 잘못 이해해서 유이는 동아리 가입 신청서를 제출하는데 그 결과는 그들이 기타 연주를 할 수 있는 사람을 찾고 있다는 것을 알아낸 것 뿐이며, 유이는 기타 연주를 못 한다는 것이었다. 이에 불구하고 세 부원들은 유이가 머물도록 노력했고 그녀를 위해 짧은 노래를 연주한 이후에 유이는 동아리에 참가하고 기타를 연주하기로 하면서 기타를 사기로 한다. |                                                  |                 |                 |
| 02 | 〈악기!〉(楽器! Gakki![*])                       | 2009년 4월 10일 | 2010년 3월 16일 |
| 유이와 다른 부원들이 기타를 사러 갔을 때, 유이는 Gobson Les Paul에 푹 빠졌다. 하지만 이 기타는 용돈 5만엔보다 비쌌다. 충분한 돈을 마련하기 위해 소녀들은 아르바이트를 하기로 결정했고 교통량 세기 아르바이트를 하게 되었다. 이틀 후 Les Paul을 위한 충분한 돈은 모이지 않았지만 유이는 다른 부원들이 모은 돈은 각자 가져야 한다고 제안했고 더 싼 기타를 사야 한다고 결심했다. 유이가 다시 한번 Les Paul에 다시 푹 빠지자, 음악 가게의 사장의 딸로 밝혀진 츠무기가 유이가 그 기타를 5만엔에 살 수 있도록 겨우 흥정해 주었다. |                                                  |                 |                 |
| 03 | 〈특훈!〉(特訓! Tokkun![*])                      | 2009년 4월 17일 | 2010년 3월 23일 |
| 유이와 소녀들은 지금 중간고사를 보는 중이다. 불행이도 유이는 공부하는 대신에 기타 코드 연주법을 연습했고 결국 시험에 떨어진다. 만약 재시험에서 떨어진다면 유이는 부 활동에 참가할 수 없고 경음부는 부원 부족으로 인해 폐부될 것이다. 그리고 재시험 하루 전에 유이는 계속 공부를 그리 많이 할 수 없었고 미오, 츠무기와 리츠에게 도와달라고 빈다. 미오는 왔다. 리츠가 도움보다는 방해가 되었기는 했지만. 재시험 다음 날 지친 유이는 경음부실에 100점 시험지를 들고 돌아온다. 축하하면서 소녀들은 유이에게 그녀가 배운 기타 코드를 연주해 보라고 시켰지만 유이는 코드를 완전히 잊었다는 것을 발견했을 뿐이다. |                                                  |                 |                 |
| 04 | 〈합숙!〉(合宿! Gasshuku![*])                    | 2009년 4월 24일 | 2010년 3월 23일 |
| 미오는 부실에서 이전 경음부의 물건이 가득찬 상자를 찾아내는데, 여기에는 학교 축제에서 이전 부원들의 공연이 담긴 카세트테이프가 들어 있었다. 그 테이프를 들은 이후에 미오는 다가오는 학교축제를 위해 여름방학동안 연습하기 위해 함께 합숙을 떠나자는 영감이 들었다. 가격이 걱정되어서 소녀들은 츠무기를 쳐다보았는데 그녀는 우연히 해안에 접해 있는 저택을 가지고 있었다. 그들은 츠무기의 해안가 저택으로 기타를 타고 갔다. 그곳에서 미오는 연습을 하려 했는데 다수의 일단 놀자는 의견에 압도당했고 결국 대신에 소녀들과 놀게 된다. 결국 저녁에 약간의 연습을 한 뒤에, 미오는 모닥불 앞에서 기타를 연주하는 유이의 모습을 보고 경외감을 느낀다. 미오는 다른 사람들에게 예전의 경음악부와 같이 좋게 되고 싶다고 고백했다. 미오에게 힘을 불어넣기 위해서 유이는 혼자서 완벽한 기타 연주를 하고 기타에 대한 새로운 비브라토 기술을 배운다. |                                                  |                 |                 |
| 05 | 〈고문!〉(顧問! Komon![*])                       | 2009년 5월 1일  | 2010년 3월 30일 |
| 경음부는 아직 공식적으로 등록되지는 않았다. 왜냐하면 그들은 몇달 전에 부신청서를 제출하지 않았고 아직 고문을 찾지 못했기 때문이다. 소녀들은 음악교사 야마나카 사와코에게 고문이 되어 달라고 부탁한다. 그녀는 원래 거절했지만, 사와코는 데스 메탈에 열정이 많은 사람으로써 이전 경음악부의 부원이었음이 밝혀지고, 리츠는 이 사실을 이용해서 사와코가 고문이 되도록 협박했다. 경음부는 아직 보컬리스트와 가사가 필요하기 때문에 미오는 후와후와타임이라는 곡을 작사했고, 리츠의 반대에도 불구하고 받아들여졌다. 미오가 노래부르기를 너무나도 부끄러워했기 때문에 유이가 대신하기로 한다. 하지만 유이는 연습을 다 한 뒤에 노래를 부르지 못하게 되었다. 학원제까지 삼일밖에 남지 않았기 때문에 미오 자신이 노래를 불러야 한다. |                                                  |                 |                 |
| 06 | 〈학원제!〉(学園祭! Gakuensai![*])               | 2009년 5월 8일  | 2010년 3월 30일 |
| 학원제의 날이 밝자, 걱정하는 미오는 학원제 라이브 이벤트를 위해 연습하고 싶어한다. 하지만 다른 모두들은 급우들의 다른 코너를 도울 의무를 가지고 있다. 그들은 나중에 몇몇 연습을 하기는 했지만 무대 중앙에서 노래를 부르는 것에 대해서 미오는 계속 걱정하고, 사와코의 복장 선택도 그녀의 기분에 도움이 되지 않는다. 미오의 긴장을 풀어주기 위해 리츠는 가짜 콘서트 소개를 한다. 콘서트가 시작될 때 미오는 계속 초조함을 가지고 있었지만 미오가 최선을 다하도록 다른 사람들이 응원하여서, 부지런히 사전연습을 한다. 가까쓰로 성공적으로 끝나기는 하지만 미오는 무대를 떠날 때 기타줄에 걸려 넘어져서 속옷이 관중들에게 노출되는 사고가 일어나고 만다. 이 사고로 인해 미오 팬클럽이 생겼지만 미오는 너무나 부끄러워서 엄청난 정신적 충격을 얻게 된다. |                                                  |                 |                 |
| 07 | 〈크리스마스!〉(クリスマス! Kurisumasu![*])      | 2009년 5월 15일 | 2010년 4월 6일  |
| 유이의 여동생 히라사와 우이는 어린 시절 어떻게 유이가 우이에게 화이트 크리스마스를 주려고 했는지 회상한다. 그 방법은 바로 바깥의 나무에 솜을 흐뜨려놓은 것을 놓는 것이었다. 리츠는 경음부를 위한 크리스마스 파티를 열기로 결정하고, 츠무기의 집에서 열기로 했던 그녀의 초안 대신에, 유이의 집에서 열기로 결국 결정한다. 그 이유는 유이의 부모님은 휴가를 갔기 때문이다. 유이의 친구 마나베 노도카도 역시 초대받는다. 소녀들은 파티에서 선ㅁ눌 교환을 하기로 하고, 다양한 선물을 사기위해 쇼핑을 간다. 우이는 모임을 위한 사랑스러운 크리스마스 정찬을 준비하는데, 사와코가 갑자기 나타나자 우이는 거의 감당할 수 없게 되었다. 선물 교환 이후에, 유이와 우이는 서로에게 겨울을 위한 목도리를 서로에게 선물한다. 나머지 구성원들이 떠난 이후, 눈이 내리고 유이와 우이는 함께 자기로 결심한다. 물론, 우이에게는 불행이게도 유이가 이불을 독차지한다. 새해가 되자 그들의 신년 소원을 위해 신사참배를 하기로 결심한다. |                                                  |                 |                 |
| 08 | 〈신입!〉(新歓! Shinkan![*])                     | 2009년 5월 22일 | 2010년 4월 6일  |
| 우이는, 그녀의 동급생 나카노 아즈사와 마찬가지로, 유이의 학교의 신입생으로 들어간다. 학급이 발표되자, 유이와 츠무기, 리츠는 한 학급에 있게 되고, 미오는 노도카와 함께 다른 학급에 있게 된다. 모임은 동물처럼 분장을 해서 경음부를 홍보하자는 사와코의 생각을 따라했는데, 결국 반대 효과를 낸 것으로 보인다. 우이와 동급생 스즈키 쥰은 메이드처럼 옷을 차려입은 모든 사람을 찾기 위해서 부를 방문한다. 하지만 소녀들은 메이드 복장으로 연주하는 것이 불가능하다는 것을 알아채고서 곧 운동복으로 옷을 바꿔입는다. 그때, 아즈사는 그녀 자신에게 딱 맞는 부서를 찾으려 돌아다니고 있었는데, 그들이 진지함이 부족했기 때문에 경음부에 드는 것을 거절하려 하였다. 경음부는 신입생 환영회를 위한 또다른 라이브 공연을 준비하고 있었지만 미오는 보컬을 맡는 데에 큰 두려움을 갖고 있어서 유이가 대힌했다. 유이는 노래가 시작할 때에 가사를 잊었지만 미오가 가까스로 그녀의 부끄러움을 극복하고 그녀를 되돌려놓는다. 유이는 아즈사에게 이 공연을 보여주었고 아즈사는 그녀가 이 경음부에 들기로 결심하는 쪽으로 마음이 움직였다.                       |                                                  |                 |                 |
| 09 | 〈신입부원!〉(新入部員! Shinnyū Buin![*])        | 2009년 5월 29일 | 2010년 4월 13일 |
| 아즈사가 공식적으로 경음부에 들어왔는데, 부원 모두가 연습하는 대신에 차를 마시고 케이크를 먹고 있음을 알고 아즈사는 충격먹는다. 사와코가 아즈사에게 그들은 실제로 연습하고 있다고 호통칠 때 아즈사는 고함을 지르지만, 유이는 놀라운 전략으로 그녀를 안정시킨다. 그녀의 반박에도 불구하고, 아즈사는 츠무기의 차와 케이크에 약하다는 것을 알아낸다. 유이 자신은 아즈사가 자신보가 기타를 훨씬 잘 친다는 것에 상당히 충격받는다. 사와코는 아즈사가 입을 고양이귀 모양의 머리띠를 가져오는데, 아즈사의 불편함에도 불구하고, "냥"이 일본어로 야옹이라는 점에서, 유이는 아즈사에게 별명으로 "아즈냥"을 붙여 주고자 한다. 아즈사가 살짝 화남을 알아채자, 미오는 경음부가 더 연습을 하도록 격려하지만, 재빨리 원래 게으른 상태로 돌아론다. 아즈사는 그러자 좌절하였고, 왜 그녀가 존경했던 부원들이 라이브 공연에서 그들이 한 것처럼 할 수 있었는지 궁금해하였다. 아즈사가 그녀의 불만을 표현하자, 미오는 아즈사에게 그들은 함께 공연하는 것을 즐기고, 서로를 좋아하기 때문에 경음부에 머무르고 있다고 말하였고, 아즈사에게 머물러 달라고 설득하였다. |                                                  |                 |                 |
| 10 | 〈다시 합숙!〉(また合宿! Mata Gasshuku![*])      | 2009년 6월 5일  | 2010년 4월 13일 |
| 아즈사와 우이는 점심을 먹으러 처음 외출하는데, 나중에 살며시 리츠가 참가한다. 유이와 리츠는 사와코에게 다음 합숙에 참가하라고 초대했지만, 그녀는 흥미가 없는 것으로 보였다. 유이들은 지난해보다 훨씬 큰 별장에 도착했다. 비록 츠무기가 미안하게 그녀가 열망했던 별장만큼 크지 않다는 점을 계속 미안하게 집중했긴 했지만. 유이와 리츠는 놀기를 원하고, 미오와 아즈사는 연습하기를 원하지만, 츠무기는 노는 데에 한 표를 던진다. 아즈사가 반감을 드러냈음에도 불구하고, 그녀는 결국 어쨌든 가장 재미있게 노는데, 심지어 노는 도중 피부가 새까맣게 타 버린다. 연습을 하고 저녁을 먹고 불꽃놀이를 한 뒤에, 리츠는 담력테스트를 하자고 제안한다. 그리고 미오와 아즈사는 사와코의 급작스러운 등장에 충격을 받는다. 한밤중에, 아즈사는 유이가 기타를 연주하고 있다는 것을 발견하고 그들은 끈끈해진다. 아즈사가 우이를 다시 만난 이후에, 비록 연습을 많이 하지는 않았지만 경음부에 대해서 더 많은 것을 알게 되었기 때문에 이번 합숙을 즐겼다고 말했다.                                                                                                |                                                  |                 |                 |
| 11 | 〈위기!〉(ピンチ! Pinchi![*])                    | 2009년 6월 12일 | 2010년 4월 20일 |
| 리츠가 노도카에 의해서 무대 내 응용 형식을 사전에 채워야 한다는 것이 생각나자, 부원들은 그들이 아직 이름이 없음을 깨닫는다. 아즈사는 유이의 녹슨 기타줄을 점검하고, 유이가 유지 서비스를 받아본 적이 전혀 없음이 분명해진다. 그들은 그 기타를 기타 상점을 갖고가는데, 그곳에서 미오는 왼손잡이 배이스에 매혹된다. 기타가 수리된 이후에, 유이는 유지 서비스를 위해 지불하여야 한다는 것을 깨닫지만, 그녀는 돈을 가져오지 않았다. 비록 츠무기가 돈을 내 주려고 하자, 상점 직원은 돈을 받기를 거절하면서 이것은 무료 서비스라고 말한다. 나중에, 리츠는 미오가 노도카와 시간을 보내는 데에 질투를 느끼기 사작하고, 그녀를 떨어드리려고 시작한다. 그녀가 결국 감기에 걸리자, 미오가 방문하여 리츠의 과오를 덮어 주고 나중에 다른 소녀들까지 온다. 학교에 돌아와서, 회복된 리츠는 신청서를 제 시간에 내는 데에 실패하지만, 노도카는 그녀를 학생회 앞에 세운다. 소녀들이 밴드의 이름을 정할 수 없었기 때문에, 사와코는 독단적인 결정을 했고 밴드의 이름을 "방과후 티타임"으로 짓는다. 유이는 불행이도 리츠의 감기가 옮는다.                         |                                                  |                 |                 |
| 12 | 〈경음악!〉(軽音! Keion![*])                     | 2009년 6월 19일 | 2010년 4월 20일 |
| 유이는 계속 감기 때문에 아픈데, 이는 아마 그녀가 짧은 유카타를 너무 오래 입고 있었기 때문이다. 부원들이 아즈사를 리드 기타리스트로 때우려고 하자, 유이는 감기를 극복했음을 보여준다. 하지만, 그녀의 그녀의 연주는 너무 완벽했고, 그녀가 실수로 경칭을 잘못 말했을 때, 그녀는 사실 우이임을 밝혔는데, 그녀는 며칠 연습 이후에 연주했다. 유이가 나타났지만, 그녀는 연주할 상황이 계속 아니다. 그래서 미오는 유이에게 집에서 머물라고 말하고, 라이브 공연일까지 회복되라고 말한다. 유이는 결국 제 시간 내에 해 내지만, 기타를 집에서 가져오는 것을 잊는다. 그래서 사와코는 유이가 기타를 가져올 때까지 대신 연주하였다. 유이가 두 번째 노래를 부를 시간에 돌아오고 공연은 잘 진행된다. 그리고 앙코르 공연까지 하게 된다. |                                                  |                 |                 |
| 13 (extra) | 〈겨울날!〉(冬の日! Fuyu no Hi![*])              | 2009년 6월 26일 | 2010년 4월 27일 |
| 추운 겨울이 다가오자, 유이는 다같이 아베모노를 먹자고 제안한다. 하지만 소녀들은 각자의 걱정과 의무 때문에 서로 멀어지게 된다. 미오는 벤치에 홀로 남아 그녀의 가사에 대한 영감을 얻기 위해 멀어져 간다. 츠무기는 패스트푸드 식당에서 아르바이트를 한다. 리츠는 그녀의 남동생 사토시와 영화를 보러 가고, 아즈사는 쥰의 애완 고양이를 돌보고 있다. 하지만, 미오는 어떠한 가사도 생각해낼 수 없고, 츠무기는 그녀의 첫 번째 직업의 압력 아래에서 기운이 다 빠진다. 아즈사는 공포에 빠진 채로 남겨지고, 고양이가 아픈 것처럼 보이자 뭘 해야 할지 확신하지 못한다. "아무거나"라는 바보 같은 유이의 문자 메시지는 다른 사람들이 힘을 내게 해 주었고 그녀는 아즈사에게 고양이를 도와주기 위해서 가는데, 고양이는 단지 위석을 토해낼 뿐이었다. 그들은 츠무기의 식당에 있는 햄버거집에서 만나는데, 여기서 미오는 그녀가 러브래터라고 생각했던 편지가 사실 미오가 쓴 노래 가사임을 알고 충격먹는다. |                                                  |                 |                 |
| OVA | 〈라이브하우스!〉(ライブハウス! Raibu Hausu![*]) | 2010년 1월 20일 | 2010년 4월 27일 |
| 리츠의 오래된 중학교 동창은 경음부를 새해 전날에 라이브하우스에서 공연하기로 초대했다. 무대를 보고 그녀의 친구에게 티켓을 받은 이후에, 그들은 다른 밴드들이 그들의 순서를 맞추기 위해 공연하고 있는 것을 본다. 리허셜하는 동안 소녀들은 긴장하지만, 다른 밴드들이 그들에게 잘 하라고 격려해 준다. 그리고나서 사와코가 오래된 친구를 만나는동안, 그들은 최고의 성공과 함께 그 방에서 공연한다. 나중에, 모두들 유이의 집에 가서 신년이 다가오는 것을 보는데, 미오와 리츠만이 한밤중까지 깨 있었다. 유이는 일어나서 모두들에세 신년의 첫 해돋이를 보여준다. |                                                  |                 |                 |

## 케이온!! (2010)
| # | 제목                                              | TBS 방영일      | 영어판 방영일    |
| --- | ------------------------------------------------- | --------------- | ---------------- |
| 01 | 〈고3!〉(高3! Kō San![*])                         | 2010년 4월 7일  | 2010년 10월 20일 |
| 경음부원들은 고등학교 3학년 생활을 시작한다. 히라사와 유이, 아키야마 미오, 코토부키 츠무기, 타이나카 리츠와 마나베 노도카는, 그들이 모두 한 반에 몰아져 있었다는 것에 대해 놀란다. 새로운 담임선생님은 야마나카 사와코였는데, 그들을 모두 한 반에 모으면 새로 외워야 할 학생의 이름이 줄어들기 때문에 한 반에 몰았다고 한다. 나카노 아즈사가 유일하게 경음부에서 2학년인 것을 보고, 경음부원들은 아즈사가 졸업할 때 쓸쓸해지지 않도록 새로운 부원들을 모을 것을 결심한다. 하지만, 학생들을 끌어모으기 위한 다양한 시도는 실패로 돌아가고, 신입생 환영회에 역량을 집중하기로 한다. 아즈사는 새로운 후배가 나타나지 않아서 우울하게 되었지만, 히라사와 우이와 스즈키 준과 이야기를 한 뒤, 유이의 말을 엿들은 뒤에 아즈사는 이 다섯명으로 쭉 가는 것도 괜찮지 않을까 하는 생각이 든다. |                                                   |                 |                  |
| 02 | 〈정돈!〉(整頓!)                                  | 2010년 4월 13일 | 2010년 10월 27일 |
| 부실에 있는 개인 사물을 정리하는 동안, 소녀들은 사와코가 예전에 썼던 오래된 기타를 발견한다. 살짝 오래되어 보였기 때문에 사와코는 소녀들이 그 기타를 팔아서 부 활동비로 사용하는 것을 허락한다. 창고의 선반을 사기 위해 마트에 방문한 후, 그들은 기타를 기타 가게로 가져가는데, 그 기타의 가치가 500,000엔이라는 것을 알고 깜짝 놀란다. 사와코가 판매가에 대해 추궁할때, 리츠는 판매가를 속이려고 했지만 영수증을 내 놓으라는 사와코의 요청에 다 들통이 나게 되고 상대적으로 적은 돈만 얻게 된다. 하지만, 사와코는 소녀들이 돈을 가지고 한 가지는 사게 해 준다. 아즈사가 신입생이 오지 않는것을 걱정하는 것을 보고서, 소녀들은 "톤쨩"이라는 애완용 거북이를 아즈사에게 사 주기로 결심한다. |                                                   |                 |                  |
| 03 | 〈드러머!〉(ドラマー! Doramā![*])                 | 2010년 4월 20일 | 2010년 11월 3일  |
| 경음부의 공연 비디오에서 리츠가 눈에 띄지도 않는다는 것을 보고 난 뒤, 리츠는 더 이상 존재감이 없는 드러머는 하고 싶지 않다고 선언한다. 리츠는 기타를 해 보려 하지만 기초조차도 하지 못한다. 다음에는 키보드를 해 보려 하는데, 대충 키보드를 두드려 간단한 소리 정도만 내면서 노는 정도에 그쳤다. 다음 날, 유이는 다양한 방법으로 리츠의 존재감을 살리려고 해 보았지만 별 수가 없었다. 그날 밤, 리츠는 처음 드럼을 처음 친 날, 그 이후로 매일 연습을 해 왔다는 것을 기억해낸다. "The Who" 콘서트 비디오를 본 뒤, 리츠는 자신이 항상 주목을 받는 것은 아닐지라도 드럼을 연주하는 것을 좋아한다는 것을 깨닫는다. 다음날, 츠무기는 새로운 곡 "Honey Sweet Tea Time"이라는 곡을 리츠가 전날에 키보드로 연주하려 했을 때 얻은 영감을 바탕으로 만들어서 공개한다. |                                                   |                 |                  |
| 04 | 〈수학여행!〉(修学旅行! Shūgaku Ryokō![*])        | 2010년 4월 27일 | 2010년 11월 10일 |
| 경음부의 선배들은 교토로 수학여행을 떠난다. 신칸센에서, 미오는 유이와 리츠의 어린애같은 행동에 대해서 살짝 짜증을 낸다. 미오는 자신이 유이와 리츠 둘 다를 감시해야한다는 것을 깨닫게 된다. 다양한 신사와 관광지를 방문한 이후, 그 집단들은 숙소로 돌아오게 되는데, 그 곳에서 소녀들이 행한 나쁜 행동들이 사와코 뿐만 아니라 미오까지 짜증나게 한다. 다음날, 그들은 교토를 돌아다니게 되는데, 아무도 관광 활동에 참가하는 데에 관심이 없다는 것에 대해 미오는 애통해한다. 하지만, 그들이 노도카들과 함께 역으로 돌아가는 길을 잃어벼렸을때, 미오는 유이들의 장난스런 본성에 두 손을 다 들고 나머지 여행 기간동안 편안하게 지낸다. |                                                   |                 |                  |
| 05 | 〈집 보기!〉(お留守番! Orusuban![*])              | 2010년 5월 4일  | 2010년 11월 17일 |
| 아즈사는 같은 반 친구 우이와 준과 함께 시간을 보내는데, 그 동안 경음부 선배들은 수학여행을 갔다. 우이가 자신의 언니가 없어서 외로울 것이라는 것을 알아채고서, 아즈사와 준은, 아즈사가 재즈 클럽의 후배를 도와주는 조건 하에서 우이의 집에서 하루 밤을 같이 보내기로 한다. 하룻밤을 함께 보낸 다음날, 비오는 날이 왔다. 그들은 실내 야구연습장에 가는데 그 곳에서 우이가 홈런을 치고, 아즈사는 톤짱에게 먹이를 줘야 한다는 것을 알게 된다. 경음부실에 있는 동안, 그 셋은 함께 즉흥 연주를 하기로 한다. 경음부 선배들이 다음날 돌아오고, 아즈사에게 열쇠고리를 주는데, 사 온 열쇠고리의 글자를 하나씩 다 모으면 けいおん！(케이온!)이 된다. |                                                   |                 |                  |
| 06 | 〈장마!〉(梅雨! Tsuyu![*])                        | 2010년 5월 11일 | 2010년 11월 24일 |
| 비가 매우 거세게 오는 날, 유이는 기타가 안 젖게 하려고 하다가 몸이 홀딱 젖어버리고 만다. 유이가 옷을 말리는동안, 유이는 사와코가 준비한 메이드 복장을 자신이 화를 내기 전까지 입게 된다. 아즈사는 유이가 기타를 유지보수 할 수 있도록 도와준다. 다음 날에도 비가 계속 오자, 경음부 모두 유이가 기타를 부실에 두고 집에 가도록 추천했는데, 이는 유이가 기타에 대해 밤늦게 걱정하도록 한다. 다음 날, 유이는 기타와 재회한 것에 너무 기뻐서 기타를 교실에 가져오게 되지만, 사와코가 기타를 빨리 치워 버리라고 한다. |                                                   |                 |                  |
| 07 | 〈다과회!〉(お茶会! Ochakai![*])                  | 2010년 5월 18일 | 2010년 12월 1일  |
| 미오는 누군가가 지산을 감시하고 있다는 느낌이 들어서 뭔가 껄끄러운 느낌이 들었지만, 이는 머리카락에 붙어 있던 스티커 때문인 것으로 밝혀졌다. 노도카와, 미오 팬 클럽 회원들 중 몇몇은 미오를 만난다. 소녀들은 작년에 있었던 일이 생각났는데, 작년에 미오는 누군가에 의해 스토킹당하는 느낌이 들어서 학생회에 조언을 구하러 간 일이었다. 거기서, 그녀는 전임 학생회장 소카베 메구미를 만나는데, 미오와 경음부에 대해서 의심스러울 정도로 너무나 많이 알고 있었다. 곧, 메구미가 미오의 스토커였을 뿐만 아니라 미오 팬클럽 회장이었다는 것까지 밝혀지고, 메구미가 졸업하기 전에 최대한 많이 미오를 보고 싶어했다는 것도 알게 되었다. 졸업 선물로, 미오와 경음부원들은 메구미를 위해 단독 콘서트를 기획한다. 메구미가 졸업한 이후, 메구미는 미오 팬클럽 회장직을 노도카에게 양도한다. 노도카는 미오 팬클럽을 위해 그 어떤것도 할 시간이 없었지만, 경음부에게 팬클럽 회원들을 위해서 다과회를 열어 줄 것을 부탁한다. 메구미는 사정상 이 다과회에 참가하지 못했다. 미오는 내적으로, 참으면서 해야 하는 모든 대사, 인터뷰와 서비스를 하는 것을 부끄러워했지만, 경음부와 함께 보낸 시간들을 담고 있는 슬라이드 쇼를 보자 감동받는다. 다과회는 공연과 사진 찍기로 끝이 났고, 이 사진을 아즈사는 메구미에게 보낸다. |                                                   |                 |                  |
| 08 | 〈진로!〉(進路! Shinro![*])                       | 2010년 5월 25일 | 2010년 12월 8일  |
| 대학진학희망서를 채우는 동안, 유이와 리츠는 미래에 대해 아무런 생각이 없었기 때문에 대학을 고르는 데에 망설임을 갖게 된다. 노도카는 다른 친구들에게 유이가 유치원에서 만난 뒤로 어떻게 자신과 친구가 되었는지, 경음부에 들어간 이후 얼마나 많은 발전이 있었는지를 말해준다. 미오와 리츠는 나중에 어떻게 그들이 만나게 되었는지, 미오가 4학년 때 수필 대회에서 수상한 후 그 수필을 친구들 앞에서 읽을 때 긴장하는 것을 리츠가 어떻게 도와 주었는지를 말한다. 유이가 음악가를 경력 선택에 넣었고 제출을 거절당한 뒤, 노도카는 웃지 않을수가 없었다. 유이는 나중에 반 친구들에게 조언을 구하지만 계속 혼란 상태에 있어서 제출을 못한 채로 현재에 충실하게 살겠다고 마음먹는다. |                                                   |                 |                  |
| 09 | 〈Finals!〉(期末試験! 기말시험![*])               | 2010년 6월 1일  | 2010년 12월 15일 |
| 기말고사가 다가오자 유이는 공부를 하려고 한다. 유이의 이웃 중 한 분으로 유이를 항상 돌보아 온 친절한 할머니가 유이에게 기말고사 바로 다음날에 있는 연예 대회에 참가해 달라고 부탁한다. 잠시 생각을 한 뒤에 유이는 연예 대회에 참가하기로 하는데, 다른 친구들은 유이가 두 가지 일을 한번에 못 한다는 점을 들어서 걱정을 하게 된다. 아즈사도 합류를 하게 되고 유이가 기말고사 공부를 하는 것을 도와주기로 한다. 기말고사가 끝나고, 유이와 아즈사는 "붓펜~ 볼펜~"이라는 곡을 대회에서 부르게 된다. 우승은 못 했지만 할머니는 둘이서 참가해 준 것만 해도 감사하다고 한다. 유이는 시험에서 높은 점수를 따면서 통과하게 된다. |                                                   |                 |                  |
| 10 | 〈선생!〉(先生! Sensei![*])                       | 2010년 6월 8일  | 2010년 12월 22일 |
| 사와코가 경음부실에서 누군가에게 온 전화를 받은 후, 소녀들은 사와코를 따라가 보기로 한다. 따라가 보니, 사와코는 친구 중 한 명을 만났고, 그들이 눈에 띄기 쉽기는 했지만 사와코는 그들이 거기 있다는 것을 알아차리지 못한다. 사와코가 떠난 뒤, 그녀의 친구는 다른 사람들에게 데스 데빌이라고 불리던 이전 경음부의 기타리스트였던 노리미라고 소개한다. 그녀는 같은 반 동창 중 한 명이 결혼을 해서 데스 데빌에게 결혼 축하 공연을 해 달라고 요청을 했다고 밝힌다. 하지만 노리미는 사와코가 현재 자신이 가지고 있는 이미지 때문에 여기에 합류하는 것을 설득하는 데에 실패했다고 밝힌다. 유이와 다른 친구들이 사와코를 설득시키지 못하자, 유이가 밴드의 기타리스트 역할을 하기로 하는데 이는 사와코를 놀라게 하는 데에 충분하였다. 하지만, 유이가 공연을 망치고 밴드에게 귀여운 이미지를 심자, 사와코는 무대로 뛰어올라와 유이의자리를 빼앗은 뒤 데스 데빌이 실제로 무엇이였는지 모두에게 확실히 보여준다. 그녀의 부끄러운 과거가 밝혀지기는 했지만, 사와코는 여전히 신입생들에게 인기가 많다. |                                                   |                 |                  |
| 11 | 〈더워!〉(暑い! Atsui![*])                        | 2010년 6월 15일 | 2010년 12월 29일 |
| 참을 수 없을 만큼 더운 날, 소녀들은 더위를 이겨내는 데에 곤란을 겪었다. 그리고 톤은 수조에서 탈피를 해서 더 큰 수조를 가져오기 위해 츠무기가 집에 잠시 들렸다가 온다. 사와코가 에어컨이 잘 나오는 학생회실에서 끌려 나와 음악실로 왔고, 왜 음악실에는 에어컨이 없는지 궁금해 한다. 노도카에게 이유를 물어보니, 리츠가 학생회 회의 때 한 번도 참석한 적이 없어서 에어컨 설치 요청서를 제출하지 않아서 그렇다는 것을 알게 되었다. 학생회에게 부탁을 한 뒤, 부실에 겨우 에어컨이 설치되게 되지만, 유이가 에어컨 바람에 알레르기가 있다는 것을 잊었고, 이에 따라 유이는 푹 늘어지게 된다. |                                                   |                 |                  |
| 12 | 〈여름축제!〉(夏フェス! Natsu Fesu![*])           | 2010년 6월 22일 | 2011년 1월 5일   |
| 여름 방학이 시작되자, 모두들 새로 합숙훈련을 가기로 결정했지만, 이번 해에는 대신에 어느 산에서 하는 여름 락 페스티벌에 가 보기로 한다. 표를 구하는 데에 어려움이 있을 줄 알았지만 사와코가 손쉽게 표를 구해준다. 사와코의 엄격한 생존 가이드를 들은 뒤에, 페스티벌은 시작하고 모두, 특히 미오가 페스티벌에 흥미를 갖는다. 츠무기와 유이는 먹고 싶었던 음식을 살 수 없게 되어서 우울하게 되었기는 했다. 그 뒤에, 소녀들은 잠시 다른 밴드의 공연을 듣기 위해 잠시 갈라지게 된다. 미오는 왼손잡이 기타리스트의 연주에 감동을 받고, 사와코는 다른 곳에서 꽤 떨어진 헤비메탈 공연을 즐긴다. 음악의 하루를 즐긴 후, 소녀들은 별 아래에 앉아서 먼 곳에서 들여오는 음악소리를 듣고, 다음 여름 페스티벌에는 공연을 해 보자고 말해 본다. |                                                   |                 |                  |
| 13 | 〈늦더위 안부!〉(残暑見舞い! Zansho Mimai![*])    | 2010년 6월 29일 | 2011년 1월 12일  |
| 나머지 멤버들이 시험을 준비하느라 외로워진 아즈사는 우이와 함께 시간을 보낸다. 아즈사는 멍하니 있다가 다른 멤버들이 모두 유급되어 다음 해에 함께하는 이상한 꿈을 꾸게 된다. 그 후, 아즈사와 우이, 쥰은 수영장으로 가고, 그곳에서 쥰은 경음악부에 들어가지 않은 것을 후회하기 시작한다. 그 뒤에, 세 사람은 유이 일행을 꿈이 아닌 실제로 만나 여름 축제에 함께 가게 되지만, 아즈사와 우이 준은 일행을 놓치고 만다. 쥰은 다음 해에도 경음부의 새로운 멤버를 찾지 못하면, 자신이 입부할 수 있다고 말한다. 하루가 끝날 무렵, 아즈사는 외톨이가 되버리는 것을 두려워하면서도 곧 있을 학교 축제를 성공적으로 마무리할 것을 다짐한다. |                                                   |                 |                  |
| 14 | 〈여름합숙!〉(夏期講習! Kaki Kōshū![*])           | 2010년 7월 6일  | 2011년 1월 19일  |
| 미오가 리츠와 같이 외출할 수 없었는데, 리츠는 우연히 츠무기를 만나 같이 외출하기로 한다. 그들은 아케이드 게임장에 가고 이어서 막과자 가게에 갔는데, 과자가 전무 저렴에서 츠무기는 이에 매료된다. 한편, 노도카는 유이가 숙제를 하도록 도와주고 있었고, 유이는 노도카가 케이크에 있는 딸기를 먹어서 화를 낸다. 나중에, 츠무기는, 리츠가 미오에게 가진 같은 우정을 원하여 자신도 좀 때려달라고 하지만, 리츠는 차마 그렇게 하지 못한다. 대신에, 하기 강습이 시작되고, 츠무기가 미오에게 맞을 짓을 해서 미오가 츠무기를 때리도록 하려 했으나, 이는 헛수고가 되었다. 그러던 중 부실에서, 츠무기는 미오 케이크의 딸기를 먹어버리지만, 이는 단지 미오가 울게 했을 뿐이다. 미오에게 직접 때려 달라고 부탁을 하지만 이는 실패하지만, 츠무기는 리츠가 소년이었다면 더 유명했을 것이라고 말해서 리츠에게 맞는다. |                                                   |                 |                  |
| 15 | 〈마라톤대회!〉(マラソン大会! Marason Taikai![*]) | 2010년 7월 13일 | 2011년 1월 26일  |
| 여름 방학이 끝나고 학교가 개학을 했는데, 소녀들은 학교 주변 5킬로미터 마라톤 경기를 하게 된다는 것을 알게 되었다. 유이는 여기에 별로 참가하고 싶지 않아했다. 소녀들은 사와코의 차를 타서 어떤 코스를 달리게 될 것인지 한 바퀴를 둘러본다. 경기 당일, 유이는 갑작스럽게 산만해져서는 나중에 모두들 피곤하게 해 버린다. 유이는 그들이 계속 달릴 수 있도록 동기를 부여하는 다양한 방법을 생각해 내려고 했다. 가파른 언덕의 정상에 닿자, 소녀들은 유이가 사라진 것을 알게 되어 유이를 찾으러 떠난다. 우이가 이를 듣고서는, 유이는 무릎을 다친 후에 아는 할머니 댁에 가서 머물고 있을 것이라고 추측한다. 도착점이 얼마 남지 않은 상황에서, 유이가 마지막으로 들어오는 사람이 받을 모찌(떡)가 없다고 생각해서 모두들 골인점을 향하여 마구 뛰게 되었고, 제일 마지막으로 들어오는 것은 부끄럽다고 생각한 미오가 골인점 바로 앞에서 우스꽝스럽게 넘어지면서 굴러버리는 결과를 가져오게 된다. 모두들 팥죽과 떡을 먹는 동안 사와코는 계속 유이를 찾고 있다. |                                                   |                 |                  |
| 16 | 〈선배!〉(先輩! Senpai![*])                       | 2010년 7월 20일 | 2011년 2월 2일   |
| 아즈사는 경음부 분위기가 너무 늘어진 것 같아서 스스로 연습을 더 하기로 결심한다. 아즈사는 츠무기만 있는 경음부실에 가서 츠무기에게 기타를 조금 가르쳐 주려고 했다 나중에, 아즈사는 미오와 단 둘이서 연습을 할 기회를 얻게 되었지만, 갑자기 리츠가 미오에게 도움을 요청하는 바람에 그 기회는 날아가버리고 결국 경음부원 모두 모여서 리츠네 집에서 밤을 보낸다. 다음 날, 아즈사는 유이만 있는 부실에 가면서 연습을 할 수 있지 않을까 기대를 했지만, 톤쨩의 수조를 청소하고, 유이가 악보를 못 읽기 때문에 유이에게 츠무기가 작곡한 곡을 연주하는 법을 가르쳐주니 하루가 끝나버렸다. |                                                   |                 |                  |
| 17 | 〈부실이 없어!〉(部室がない! Bushitsu ga Nai![*]) | 2010년 7월 27일 | 2011년 2월 9일   |
| 부실이 수리에 들어가는 바람에 소녀들은 연습할 곳이 사라졌다. 연습할 적당한 장소를 찾는 동안, 츠무기가 쓴 노래 가사에 대해 생각해 본다. 학교에서 연습할 곳을 찾지 못해서 그들은 스튜디오를 빌리지만 가사에 이리저리 토론하느라 시간을 다 낭비해서 연습을 하지도 못하고 스튜디오를 떠난다. 그리고 부실은 다음 날 다시 개방이 되었다. 다음 날 밤, 우이는 유이가 가사를 쓰는 것을 도와주었지만, 유이를 남겨 두고서 우이가 감기에 걸려서 이번에는 유이가 우이를 보살펴준다. 우이가 유이에게 얼마나 소중한 존재인지 깨닫게 되어서 우이를 위한 가사를 쓰고, 이 가사는 다른 부원들도 동의한다. |                                                   |                 |                  |

## 극장판
| # | 제목                                            | 개봉일          | BD/DVD 발매일   |
| --- | ----------------------------------------------- | --------------- | --------------- |
| 1 | 〈영화 케이온!〉(映画 けいおん! Eiga Keion![*]) | 2011년 12월 3일 | 2012년 6월 18일 |
| 유이, 리츠와 츠무기는 졸업을 하기 전에 아즈사에게 선물을 주기로 했기로 했기 때문에, 그들 모두 졸업 여행으로 런던에 가기로 한다. 출발 후, 그들은 어쩌다보니 그들을 리츠의 친구의 밴드인 "러브 크라이시스"로 착각한 식당 주인 때문에 스시 식당에서 공연을 하게 되었다. 소녀 모두들 관광을 즐기는 동안, 아즈사는 오히려 유이의 이상한 행동에 대해 걱정을 한다. 나중에, 소녀들은 저패니즈 팝 컬처 페어에서 공연을 해 달라고 요청을 받고 사와코가 나타나서 합류하게 되는데, 이 공연 시간이 비행기 탑승 바로 직전이었다. 집으로 돌아와서, 소녀들은 교실에서 특별 라이브 콘서트를 행한다. 그 후, 유이와 리츠, 미오와 츠무기는 비밀리에 아즈사를 위한 특별한 곡을 준비해서 아즈사에게 졸업날 당일에 선물로 준다. |                                                 |                 |                 |

## 같이 보기
- 케이온!
- 케이온!의 등장인물 목록